# Sedastrum incertum
Sedastrum incertum là một loài thực vật có hoa trong họ Crassulaceae. Loài này được (Hemsl.) Rose miêu tả khoa học đầu tiên năm 1905.